# Mistrzostwa Europy U-19 w Piłce Nożnej 2009
Mistrzostwa Europy U-19 w piłce nożnej 2009 odbyły się w dniach 21 lipca–2 sierpnia 2009 roku na Ukrainie. W turnieju mogli zagrać zawodnicy, którzy urodzili się po 1 stycznia 1990 roku.

## Uczestnicy
- Anglia
- Francja
- Hiszpania
- Serbia
- Słowenia
- Szwajcaria
- Turcja
- Ukraina (gospodarz)

## Stadiony
| Donieck                              | Donieck                                  | Mariupol                             | Mariupol                                 |
| ------------------------------------ | ---------------------------------------- | ------------------------------------ | ---------------------------------------- |
| Stadion Metałurh Liczba miejsc: 5000 | Stadion Olimpijski Liczba miejsc: 26 000 | Stadion Zachidny Liczba miejsc: 3000 | Stadion Illicziweć Liczba miejsc: 12 500 |
|                                      |                                          |                                      |                                          |
| DonieckMariupol                      |                                          |                                      |                                          |

## Grupa A
| Zespół     | Pkt | M | W | R | P | Br+ | Br− | +/− |
| ---------- | --- | - | - | - | - | --- | --- | --- |
| Anglia     | 5   | 3 | 2 | 1 | 0 | 10  | 4   | +6  |
| Ukraina    | 5   | 3 | 1 | 2 | 0 | 3   | 2   | +1  |
| Szwajcaria | 4   | 3 | 1 | 1 | 1 | 3   | 3   | 0   |
| Słowenia   | 1   | 3 | 0 | 1 | 2 | 2   | 9   | –7  |

| 21 lipca 2009 16:00 CET | Anglia · Joseph Mattock 35' | 1:11:0 | Szwajcaria · Sébastien Wütrich 90+2' | Stadion Metałurh, Donieck Sędzia: Manuel Gräfe |
|                         |                             |        |                                      |                                                |

| 21 lipca 2009 18:00 CET | Ukraina | 0:0 | Słowenia | Stadion Olimpijski, Donieck Sędzia: Jiri Jech |
|                         |         |     |          |                                               |

| 24 lipca 2009 16:00 CET | Słowenia · Matic Fink 66' | 1:20:0 | Szwajcaria · Alexandre Pasche 79' Orhan Mustafi 85' | Stadion Metałurh, Donieck Sędzia: Ovidiu Alin Hategan |
|                         |                           |        |                                                     |                                                       |

| 24 lipca 2009 18:30 CET | Ukraina · Kyryło Petrow 2' 61' | 2:21:1 | Anglia · Henri Lansbury 25' (k.) Dan Gosling 51' | Stadion Olimpijski, Donieck Sędzia: Bas Nijhuis |
|                         |                                |        |                                                  |                                                 |

| 27 lipca 2009 18:00 CET | Szwajcaria | 0:10:0 | Ukraina · Serhij Rybałka 85' | Stadion Olimpijski, Donieck Sędzia: Istvan Vad |
|                         |            |        |                              |                                                |

| 27 lipca 2009 18:00 CET | Słowenia · Dejan Dimitrov 50' | 1:70:5 | Anglia · Henri Lansbury 10' · Matthew Briggs 19' · Daniel Welbeck 25' 32' · Nathan Delfouneso 38' 70' · Nile Ranger 74' | Stadion Metałurh, Donieck Sędzia: Jérome Efong Nzolo |
|                         |                               |        | |                                                      |

## Grupa B
| Zespół    | Pkt | M | W | R | P | Br+ | Br− | +/− |
| --------- | --- | - | - | - | - | --- | --- | --- |
| Serbia    | 7   | 3 | 2 | 1 | 0 | 4   | 2   | +2  |
| Francja   | 5   | 3 | 1 | 0 | 1 | 3   | 2   | +1  |
| Hiszpania | 3   | 3 | 1 | 0 | 2 | 3   | 4   | –1  |
| Turcja    | 1   | 3 | 0 | 1 | 2 | 2   | 4   | –2  |

| 21 lipca 2009 17:30 CET | Francja · Yacine Brahimi 18' | 1:1 | Serbia · Danijel Aleksić 7' | Stadion Zachidny Mariupol Sędzia: Istvan Vad |
|                         |                              |     |                             |                                              |

| 21 lipca 2009 19:30 CET | Turcja · Eren Albayrak 12' | 1:21:0 | Hiszpania · Iago Falqué 49' (k.) Jose Luis San Martin 51' | Stadion Ilicziwiec Mariupol Sędzia: Ovidiu Alin Hategan |
|                         |                            |        |                                                           |                                                         |

| 24 lipca 2009 15:30 CET | Francja · Alfred N'Diaye 90' | 1:10:0 | Turcja · Sercan Yıldırım 63' | Stadion Zachidny Mariupol Sędzia: Jérome Efong Nzolo |
|                         |                              |        |                              |                                                      |

| 24 lipca 2009 17:30 CET | Serbia · Milan Milanović 36' 51' | 2:11:1 | Hiszpania · Jose Luis San Martin 6' | Stadion Ilicziwiec Mariupol Sędzia: Jiri Jech |
|                         |                                  |        |                                     |                                               |

| 27 lipca 2009 16:00 CET | Hiszpania | 0:1 | Francja · Yacine Brahimi 27' | Stadion Ilicziwiec Mariupol Sędzia: Manuel Gräfe |
|                         |           |     |                              |                                                  |

| 27 lipca 2009 17:00 CET | Serbia · Danijel Aleksić 17' | 1:0 | Turcja | Stadion Zachidny Mariupol Sędzia: Bas Nijhuis |
|                         |                              |     |        |                                               |

## Półfinały
| 30 lipca 2009 15:30 CET | Anglia · Henri Lansbury 37' · Nathan Delfouneso 92' 105+1' | 3:1 (dog.)1:1, 1:1 | Francja · Magaye Gueye 8' | Stadion Olimpijski, Donieck Sędzia: Bas Nijhuis |
|                         |                                                            |                    |                           |                                                 |

| 30 lipca 2009 18:00 CET | Serbia · Danijel Aleksić 22' | 1:31:2 | Ukraina · Jewhen Szachow 1' · Denys Harmasz 38' 85' | Stadion Ilicziwiec Mariupol Sędzia: Manuel Gräfe |
|                         |                              |        |                                                     |                                                  |

## Finał
| 2 sierpnia 2009 15:30 CET | Anglia | 0:20:1 | Ukraina · Denys Harmasz 5' · Dmytro Korkiszko 50' | Stadion Olimpijski, Donieck Sędzia: Jiri Jech |
|                           |        |        |                                                   |                                               |

## Strzelcy
| 4 gole - Nathan Delfouneso 3 gole - Henri Lansbury - Danijel Aleksić - Denys Harmasz 2 gole - Yacine Brahimi - Jose Luis San Martin - Milan Milanović - Kyryło Petrow 1 gol - Joseph Mattock - Dan Gosling - Matthew Briggs - Danny Welbeck - Nile Ranger - Alfred N'Diaye - Magaye Gueye - Iago Falqué - Matic Fink - Dejan Dimitrov - Alexandre Pasche - Orhan Mustafi - Sébastien Wütrich - Eren Albayrak - Sercan Yıldırım - Serhij Rybałka - Jewhen Szachow - Dmytro Korkiszko |

## Najlepszy piłkarz
- Kyryło Petrow